# Stüdenitz-Schönermark

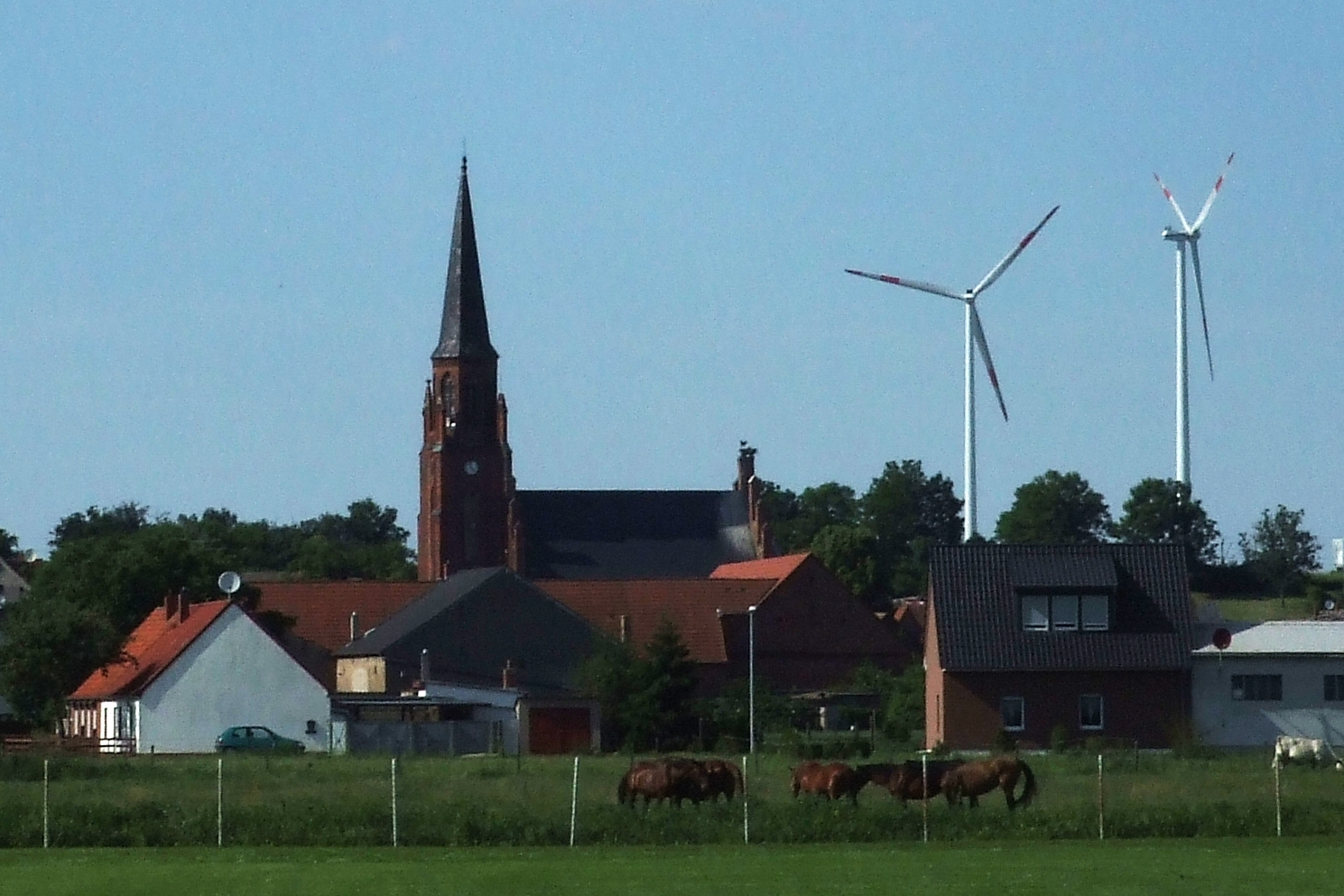
Blick von Süden auf Stüdenitz mit Dorfkirche

Stüdenitz-Schönermark ist eine Gemeinde im Landkreis Ostprignitz-Ruppin in Brandenburg. Sie gehört dem Amt Neustadt (Dosse) mit Sitz in der gleichnamigen Stadt an.

## Geographie
Die Gemeinde Stüdenitz-Schönermark liegt im Nordwesten des Landes Brandenburg. Das Gemeindegebiet grenzt im Westen an die Gemeinde Breddin, im Norden an die Stadt Kyritz und im Osten und Süden an die Gemeinde Zernitz-Lohm. Die Grenze im Norden zum Gebiet der Stadt Kyritz bildet gleichzeitig die Grenze des Amtes Neustadt (Dosse).

## Gemeindegliederung
Die Gemeinde untergliedert sich in die bewohnten Gemeindeteile:
- Schönermark
- Stüdenitz
- Wohnplatz Charlottenhöhe.[2]

## Geschichte
Für die Herkunft des Ortsnamens von Stüdenitz gibt es zwei Varianten: Bei einem slawischen Ursprung würde der Ortsname auf „Studenec“ zurückgehen, was in etwa „Quell, Brunnen“ bedeutet. Bei einer Herkunft aus dem Germanischen wäre „Stude“ mit Stute, und „itz“ mit „äsen, weiden“ zu übersetzen. Nach dieser Variante würde Stüdenitz demnach „Stutenweide“ bedeuten.
Einem Dorfbrand am 30. August 1866 fielen große Teile der Lohmer und Kyritzer Straße von Stüdenitz zum Opfer.
Schönermark und Stüdenitz gehörten bis 1952 zum Kreis Ostprignitz in der Mark Brandenburg. 1952 wurden beide in den neu gebildeten Kreis Kyritz im DDR-Bezirk Potsdam eingegliedert. Seit 1993 liegen sie im brandenburgischen Kreis Ostprignitz-Ruppin.
Die Gemeinde entstand am 31. Dezember 2001 aus dem freiwilligen Zusammenschluss der bis dahin selbstständigen Gemeinden Schönermark und Stüdenitz.

## Bevölkerungsentwicklung
| Jahr                   | 1875 | 1910 | 1939 | 1946  | 1950  | 1971 | 1990 | 1995 | 2000 | 2001 | 2005 | 2010 | 2015 | 2020 | 2021 | 2022 | 2023 | 2024 |
| ---------------------- | ---- | ---- | ---- | ----- | ----- | ---- | ---- | ---- | ---- | ---- | ---- | ---- | ---- | ---- | ---- | ---- | ---- | ---- |
| Stüdenitz              | 678  | 666  | 690  | 1.067 | 1.011 | 714  | 576  | 501  | 456  |      |      |      |      |      |      |      |      |      |
| Schönermark            | 306  | 289  | 282  | 457   | 426   | 386  | 305  | 308  | 282  |      |      |      |      |      |      |      |      |      |
| Stüdenitz— Schönermark |      |      |      |       |       |      |      |      |      | 727  | 691  | 618  | 578  | 590  | 597  | 584  | 583  | 581  |

Gebietsstand des jeweiligen Jahres, Einwohnerzahl: Stand 31. Dezember (ab 1991), ab 2011 auf Basis des Zensus 2011, ab 2022 auf Basis des Zensus 2022

## Politik

### Gemeindevertretung
Die Gemeindevertretung von Stüdenitz-Schönermark besteht aus acht Gemeindevertretern und dem ehrenamtlichen Bürgermeister. Der Bürgermeister ist Vorsitzender der Gemeindevertretung. Die Kommunalwahl am 26. Mai 2019 führte zu folgendem Ergebnis:
| Partei / Wählergruppe               | Stimmenanteil | Sitze |
| ----------------------------------- | ------------- | ----- |
| Gemeinsam für Stüdenitz-Schönermark | 48,1 %        | 4     |
| Bürger für Stüdenitz-Schönermark    | 47,0 %        | 4     |
| Die Linke                           | 04,9 %        | –     |

Hauptausschuss
Der Hauptausschuss der Gemeinde Stüdenitz-Schönermark setzt sich aus dem ehrenamtlichen Bürgermeister und drei weiteren Gemeindevertretern zusammen.
Mitglieder des Amtsausschusses
Da Stüdenitz-Schönermark eine amtsangehörige Gemeinde ist, entsendet sie als ihre Vertreter zwei Mitglieder der Gemeindevertretung in den 14 Mitglieder zählenden Amtsausschuss des Amtes Neustadt (Dosse). Dies sind der ehrenamtliche Bürgermeister und sein Stellvertreter.

### Bürgermeister
- 1993–2014: Martin Krebs[8]
- 2014–2019: Gerhard Wilke (Bürgergruppe Stüdenitz-Schönermark)[9]
- 2019–2024: Erwin Jahnke (Bürger für Stüdenitz-Schönermark)[10]
- seit 2024: Andreas Höger (Wir zusammen für die Zukunft)

Höger wurde bei der Bürgermeisterwahl am 9. Juni 2024 ohne Gegenkandidat mit 64,8 % der gültigen Stimmen für eine erste Amtszeit von fünf Jahren zum ehrenamtlichen Bürgermeister gewählt.

### Wappen
| Wappen von Stüdenitz-Schönermark | Blasonierung: „S-förmig gespalten von Silber und Rot und belegt mit einem Herzschild, darin in Blau zwei schräggekreuzte goldene Krummstäbe mit abhängendem Sudarium, oben bewinkelt von einem fußgespitzten, silbernen Kreuz.“                                                                                         |
| Wappen von Stüdenitz-Schönermark | Wappenbegründung: Das S-förmige Spaltung des Wappens spielt auf die Anfangsbuchstaben der beiden Gemeindeteile an. Die silbern-rote Tingierung gibt die Brandenburger Farben wieder. Der Herzschild zeigt das Wappen des Bistums Havelberg und symbolisiert die frühere Zugehörigkeit der beiden Orte zu diesem Bistum. |

## Sehenswürdigkeiten

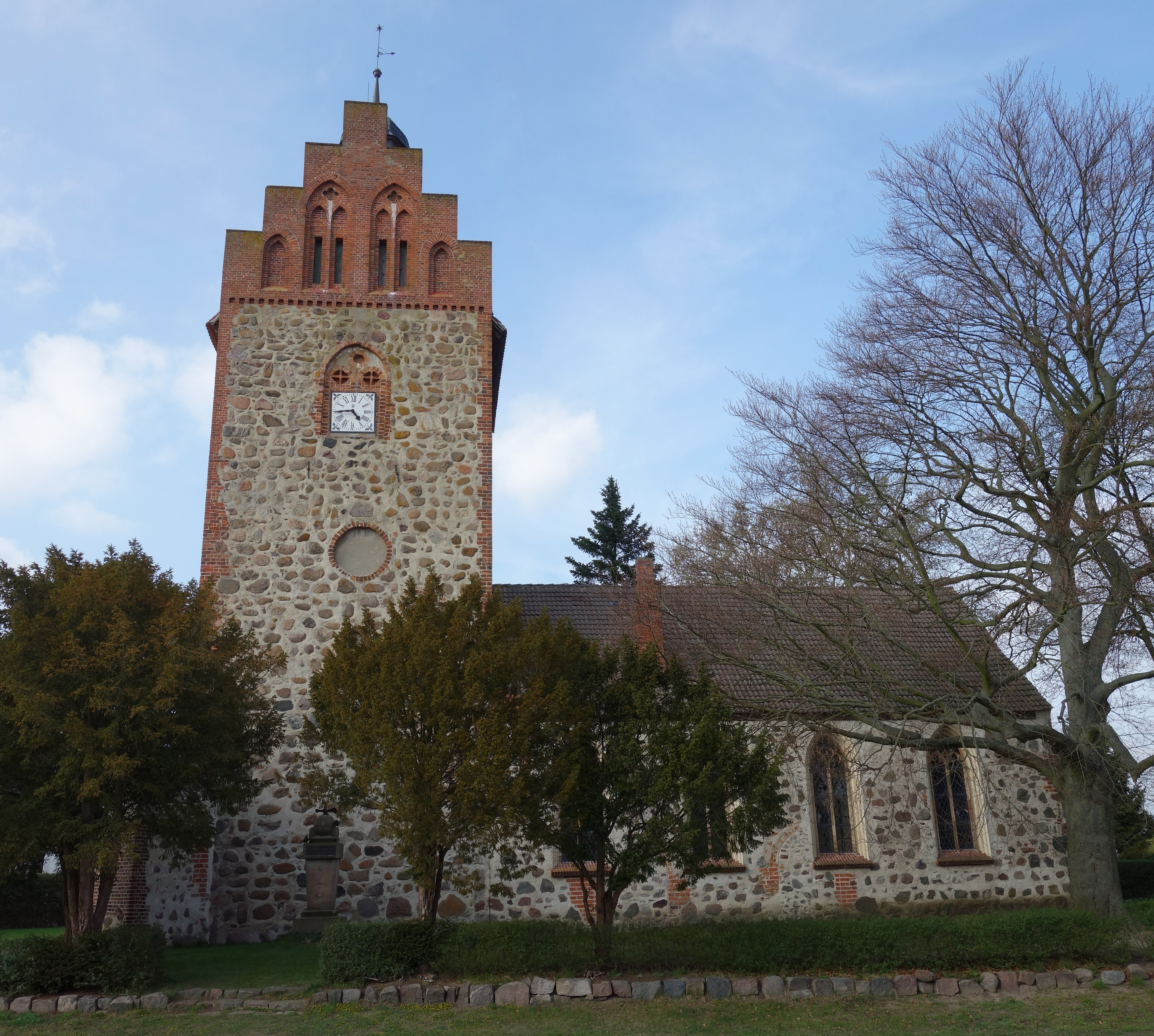
Kirche Schönermark

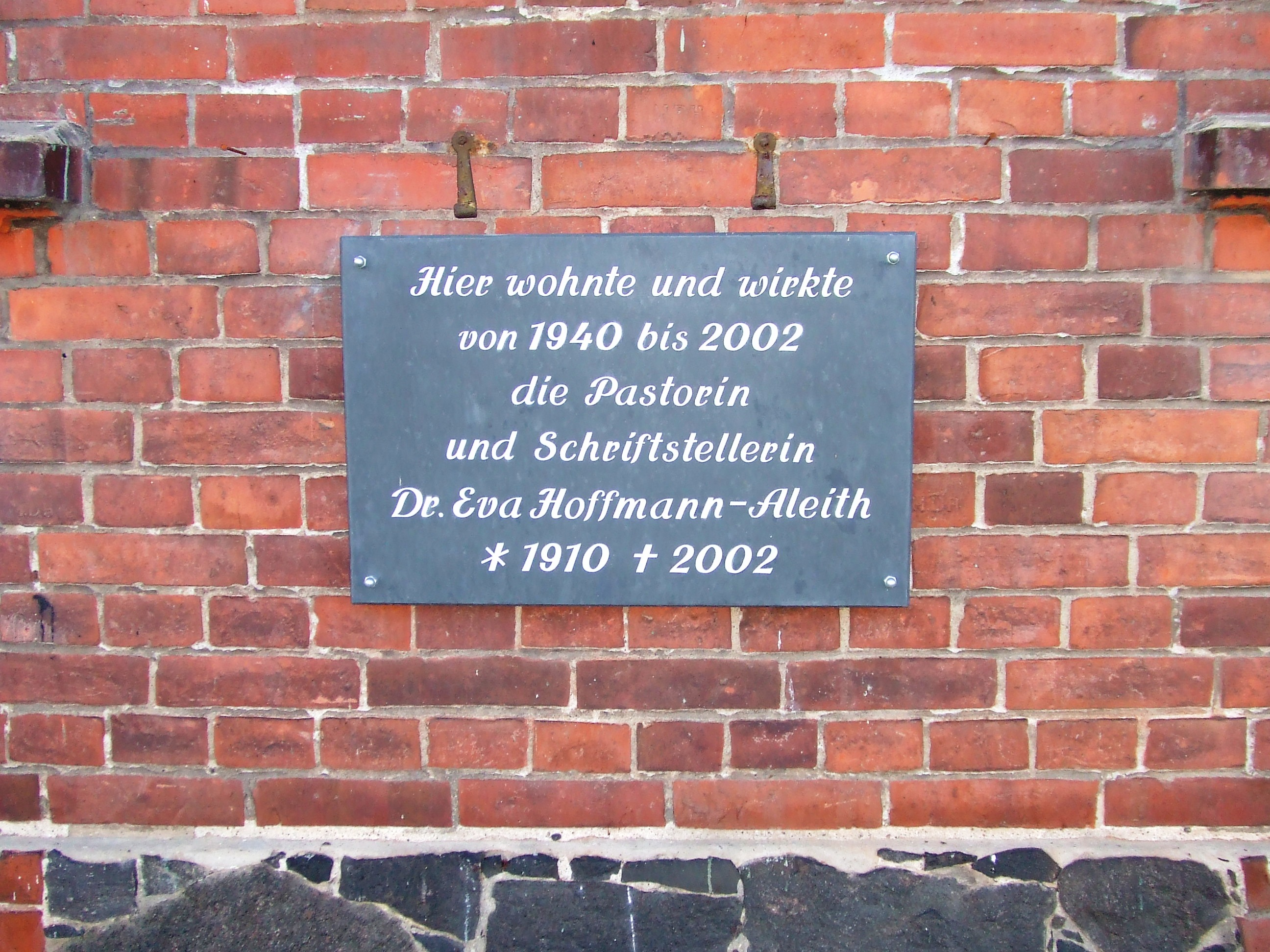
Gedenktafel Hoffmann-Aleith

- Dorfkirche Stüdenitz

## Verkehr
Die Gemeinde liegt an der Landesstraße L 141, die von Neustadt (Dosse) nach Havelberg führt. Die nächste Anschlussstelle an der Autobahn A 24 Berlin–Hamburg ist Neuruppin und liegt etwa 30 Kilometer östlich der Gemeinde.
Die Gemeinde wird von der Bahnstrecke Berlin–Hamburg durchschnitten, besitzt aber seit Anfang der 1990er Jahre keinen eigenen Bahnhof mehr, als der Bahnhof Stüdenitz geschlossen wurde. Der nächste Haltepunkt befindet sich in der Nachbargemeinde Breddin. Er wird von der Regionalexpresslinie RE 2 Wismar–Berlin–Cottbus bedient. Der Berliner Hauptbahnhof ist in etwa 60 Minuten erreichbar.

## Persönlichkeiten
- Karl Wilhelm Penzler (1816–1873), Pfarrer in Stüdenitz
- Eva Hoffmann-Aleith (1910–2002), Pfarrerin in Stüdenitz